# Heresiarches megaleudoxius
Heresiarches megaleudoxius là một loài tò vò trong họ Ichneumonidae.